# Lussan, Gers
 Lussan  là một xã thuộc tỉnh Gers trong vùng Occitanie tây nam nước Pháp. Xã này có độ cao trung bình 185 mét trên mực nước biển.